# Editorial Flâneur
Editorial Flâneur és una editorial catalana nascuda al 2016 a Barcelona, fundada per Albert Aixalà, David Cuscó i Enric Rebordosa. Està especialitzada en la traducció de novel·la, poesia i assaig al català.
El seu catàleg compta amb tres col·leccions: Flâneur Clàssics, Fotogrames i Fragments. Ha incorporat al català obres de Hannah Arendt, Charles Baudelaire, Walter Benjamin, Ingmar Bergman, Thomas Bernhard, Elizabeth Bishop, Maurice Blanchot, Jorge Luis Borges, Elias Canetti, Emily Dickinson, Gustave Flaubert, Elizabeth Hardwick, Masuji Ibuse, Edmond Jabès, Franz Kafka, Danilo Kiš, Rainer Maria Rilke, Joseph Roth, Philip Roth, W. G. Sebald, Lev Tolstoi, Paul Valéry, Debora Vogel i Robert Walser, entre d'altres.